# Лидершпиль

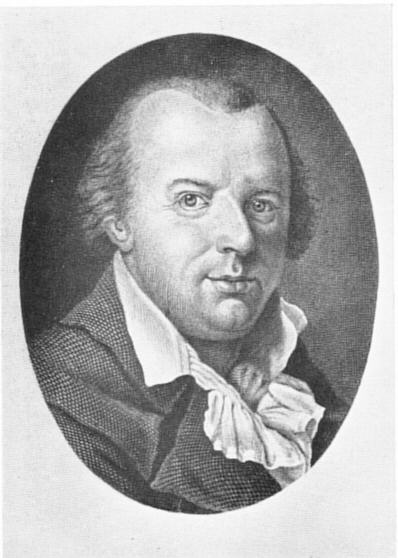
Иоганн Фридрих Рейхардт, с именем которого связано возникновение жанра

Лидершпиль (нем. Liederspiel от нем. Lied — «песня» и нем. Spiel — «пьеса» или «игра») — представление с пением, жанр музыкального театра (преимущественно комического), возникший в Германии в начале XIX века.
Разновидность зингшпиля, в отличие от которого лидершпиль представлял собой не столько оперу с элементами разговорного сценического действия, сколько драматический спектакль с поющими актёрами. Как следствие, музыка лидершпилей носила достаточно простой характер, часто опираясь на народные мелодии. В ряде случаев лидершпиль смыкался с такими музыкальными жанрами, как песенный цикл и светская сюжетная кантаты.
Во французском и русском театрах аналогичный жанр назывался водевиль. Однако в немецкой культурной традиции вариант этого жанра имеет свои специфические черты. В спектакле разговорные монологи чередовались с музыкальными номерами, в которых использовались популярные оперные мелодии, народные песни с новым текстом или же новые песни, написанные в народном стиле, с простым аккомпанементом. Для лидершпиля характерен занимательный, развлекательный сюжет, яркие, выразительные декорации. Первый наиболее известный лидершпиль «Любовь и верность» был написан И. Ф. Рейхардтом на слова Гёте в 1800. Как говорил сам автор, он работал по образцу французского водевиля. Произведение имело большой успех и вызвало множество подражаний. Большой популярностью пользовались лидершпили композитора Ф. Г. Химмеля «Радость и задумчивость» (1801) и особенно «Фаншон« (1804). В 1810—1820-х гг. весёлые и народные по своей сути лидершпили стали заменяться сентиментальными сочинениями, а вскоре лидершпили были вытеснены другими жанрами.
Авторство термина «лидершпиль» обычно приписывают композитору Иоганну Фридриху Рейхардту (около 1801).

## Композиторы и произведения
- Иоганн Фридрих Рейхардт («Любовь и верность»)
- Ф. Г. Химмель «Радость и задумчивость» (1801), «Фаншон» (1804)
- Феликс Мендельсон («Возвращение с чужбины»)
- Людвиг Бергер («Прекрасная мельничиха»)
- Альберт Лорцинг («Поляк и его дитя»)

## Источник
- Театральная энциклопедия в 6 т. Гл. ред. П. А. Марков. — М.: Советская энциклопедия